# 人為選択
人為選択（じんいせんたく、英語: selective breeding）は、生物の形質について、人為的に選択して経代を続け、その変化を望む方向に誘導する行為、またはその結果を指す。これに対し、人間が介在せずに起きる選択を自然選択と言う。育種学などにおいて家畜、農作物に対して行われる場合は、品種改良という。

## 人為選択の例
古来より人間は、積極的に家畜や作物の、食糧効率（栄養、耐寒・耐病性などを含む）の高い個体の子孫を選んで繁殖させてきた。野生のイネは結実量も味も現在のイネに遙かに劣る。また野生のキャベツは苦く、可食部分がほとんど無い。これらが野菜として常食されるようになったのは品種改良（人為選択）の結果である。
様々な種類のイヌが存在するのも人為選択による。およそ1万5千年前にオオカミから分化したと見られるが、それ以来チワワからセント・バーナードに至るまで、品種改良の歴史はわずか数千年である。短い期間に様々な形態を持つに至ったのは、人為選択によって強力な選択圧が加わったためである。高等生物において犬ほど短期間に多様な分化が成功した種は存在しない。これは遺伝子における特質が関係している。
ヘイケガニについて、消極的に「怖い姿の個体は食べずに逃が」したことにより、「怖い姿のカニ」ばかりが生き残る結果になったという説があり、この説が正しければ、これも人為選択による進化といえる。
実験的な試みとして、ロシアの神経細胞学者リュドミラ・ニコラエブナ・トルットとロシア科学アカデミーの遺伝学者ドミトリ・ベリャーエフは、キツネの人為選択による馴致化実験を行った。100頭あまりのキツネを掛け合わせ、もっとも人間になつく個体を選択して配合を繰り返すことで、わずか40世代でイヌのようにしっぽを振り、人間になつく個体を生み出すことに成功した。同時に、耳が丸くなるなど飼い犬のような形質を発現することも観察された。これはなつきやすさという性質が、（自然、あるいは人為的に）選択されうることを示している。

## 選択の是非
基本的に、自然には無い特徴を固定させるために、個別の生物種が人間の介在無しには繁殖すら満足に行えない程に弱体化する場合もあり、更には特定の遺伝器質を持つ個体だけを残した場合に、全く同じ遺伝的な問題で絶滅する危険をはらんでいる。
このため、現在では作物や家畜として弱体化した動植物の、新しい方向性を模索する手段として、原種を現在の種に掛け合わせるなどして、弱体化していたり偏ったした方向性にある動植物種の活性化も研究されている。